# Władimir Torgowkin
Władimir Gawriljewicz Torgowkin (ros. Владимир Гаврильевич Торговкин; ur. 26 czerwca 1965) – kirgiski i rosyjski zapaśnik w stylu wolnym. Olimpijczyk z Atlanty 1996, gdzie zajął siedemnaste miejsce w kategorii do 48 kg.
Reprezentował Rosję do 1994 roku. Trzeci w Pucharze Świata w 1994. Piąty w Mistrzostwach Świata w 1995. Najlepszy zawodnik Igrzysk Centralnej Azji w 1995. Brązowy medal Mistrzostwach Azji w 1996 roku.